# Roslyn (Dakota del Sud)
Roslyn è un comune degli Stati Uniti d'America, situato in Dakota del Sud, nella contea di Day.